# かみむら周平
かみむら周平（かみむら しゅうへい、1979年6月14日 - ）は、日本の作曲家、編曲家、ピアニスト。本名は上村周平（かみむら しゅうへい）、静岡県浜松市出身。カンパニーAZA所属。

## 略歴
1979年生まれ。静岡県浜松市出身。東京音楽大学作曲専攻「映画・放送音楽コース」卒業。2007年蜷川幸雄氏演出の舞台『オセロー』を皮切りに蜷川作品をはじめ数々の舞台、ミュージカル、映画やTVドラマ、テーマパーク等の音楽を手がける。2006年9月、White_Classical_Bandを結成。2010年、中棹三味線・尺八アーティストのHIDE×HIDEと参加したロシアでのTEREM CROSSOVER国際音楽コンクールで第1位と特別賞を受賞。 2017年、新国立劇場にて宮田慶子氏演出舞台『君が人生の時』で役者デビューも果たしている。

## 作品
太字・斜体はオンステージ（演奏）作品。

### 映画
- 「剱岳　撮影の記-標高3000メートル、激闘の873日-」（2009年　監督：大澤嘉工）
- 「恋するナポリタン〜世界で一番おいしい愛され方〜」（2010年　監督：村谷嘉則）
- 「僕たちは世界を変えることができない。But,we wanna build a school in Cambodia!」(2011年　監督：深作健太）
- 「ふがいない僕は空を見た」（2012年　監督：タナダユキ）
- 「Wating For The Sea」（ドイツ・ロシア・ベルギー・フランス合作/2012年 監督：Bakhtiar Khudoijnazarov）
- 「ばしゃ馬さんとビッグマウス」（2013年　監督：吉田恵輔）
- 「さいはてにて-かけがえのない場所-」 （2014年　監督：チアン・ショウチョン）
- 「花宵道中」（2014年　監督：豊島圭介）
- 「東京無国籍少女」（2015年　監督：押井守）
- 「ばぁちゃんロード」（2018年　監督：篠原哲雄）
- 「きまじめ楽隊のぼんやり戦争」（2021年　監督：池田暁）
- 「BLUE/ブルー」（2021年　監督：吉田恵輔）
- 「破戒」（2022年　監督：前田和男）

### 舞台
- 「オセロー」（2007年　演出：蜷川幸雄）
- 「わが魂は輝く水なり」（2008年　演出：蜷川幸雄）
- 「ファウストの悲劇」（2010年　演出：蜷川幸雄）
- 「BLACK&WHITE〜悪魔のテンシと天使のアクマ」（2010年　演出：広崎うらん）
- さいたまゴールド・シアター第4回公演「聖地」（2010年　演出：蜷川幸雄）
- Team申第4回公演 「抜け穴の会議室 〜Room No.002〜」（2010年　演出：前川知大）
- 「Revolution Dance Performance 2011ラヴィアンローズ」（2011年　演出：広崎うらん）
- 「わが友ヒットラー/ミシマダブルより」（2011年　演出：蜷川幸雄）
- 劇団イキウメ[5]「散歩する侵略者」（2011年　演出：前川知大）
- BLACK&WHITE PROJECT #02 冒険絵本ピノキオ 「PINOCCHIO」 （2011年　演出：広崎うらん）
- Team申　番外公演 〜今、僕らが出来ること〜 朗読劇「家守綺譚」(2011年　演出：長部聡介)
- 劇団イキウメ「太陽」（2011年　演出：前川知大）
- さいたまゴールド・シアター第5回公演 『ルート99』（2011年　演出：蜷川幸雄）
- 「ロミオ＆ジュリエット」（2012年　演出：ジョナサン・マンビィ）
- 劇団イキウメ「ミッション」 （2012年　演出：小川絵梨子）
- 「ハンドダウンキッチン」（2012年　演出：蓬莱竜太）
- KAATキッズプログラム2012 「暗いところからやってくる」 （2012年　演出：小川絵梨子）
- 「トロイラスとクレシダ」（2012年　演出：蜷川幸雄）
- 劇団イキウメ公演「The Library of Life　まとめ*図書館的人生(上) 」 （2012年　演出：前川知大）
- さいたまネクスト・シアター第4回公演「オイディプス王」 （2013年　演出：蜷川幸雄）
- Team申番外公演Ⅲ〜今、僕らが出来ること〜朗読劇「お文の影・野槌の墓」(2013年　演出：長部聡介）
- 劇団イキウメ公演「獣の柱〜まとめ*図書館的人生（下）」（2013年　演出：前川知大）
- 劇団イキウメ　カタルシツ「地下室の手記」 （2013年　演出：前川知大）
- 劇団イキウメ「片鱗」 （2013年　演出：前川知大）
- 「ピグマリオン」（ 2013年　演出：宮田慶子）
- 「夜中に犬に起こった奇妙な事件」（2014年　演出：鈴木裕美）
- 劇団イキウメ「関数ドミノ」 （2014年　演出：前川知大）
- 「ロミオとジュリエット」（2014年　演出：蜷川幸雄）
- 劇団イキウメ「暗いところからやってくる×3」 （2014年　演出：小川絵梨子）
- 「火のようにさみしい姉がいて」（2014年　演出：蜷川幸雄）
- 劇団イキウメ「新しい祝日」（2014年　演出：前川知大）
- 劇団イキウメ カタルシツ「地下室の手記」（2015年　演出：前川知大）
- 劇団イキウメ「聖地X」 （2015年　演出：前川知大）
- 「ブルームーン」（2015年　演出：鈴木裕美）
- 「ベイビーさん〜あるいは笑う曲馬団について」 （2015年　演出：G2）
- 「BENT」（2016年　演出：森新太郎）
- 「るつぼ」（2016年　演出：ジョナサン・マンビィ）
- 「君が人生の時[4]」（2017年　演出：宮田慶子）-ウェスリー 役
- 劇団イキウメ「天の敵」（2017年　演出：前川知大）
- 「危険な関係」（2017年　演出：リチャード・トワイマン）
- 「グリーンマイル」（2017年　演出：瀬戸山美咲）
- 夢幻朗読劇「一月物語[6]」（2018年　演出：谷賢一）
- 劇団イキウメ「図書館的人生 Vol.4 襲ってくるもの」 （2018年　演出：前川知大）
- 「うつろのまこと-近松浄瑠璃久遠道行」（2018年　演出：西森英行）
- 「ゲゲゲの先生へ」 （2018年　演出：前川知大）
- 「光より前に〜夜明けの走者たち〜」（2018年　演出：谷 賢一）
- 「民衆の敵」 （2018年　演出：ジョナサン・マンビィ）
- 「歳が暮れ・るYO 明治座大合戦祭」（2018年　演出：板垣恭一）
- 「ハムレット」（2019年　演出：サイモン・ゴドウィン）
- 劇団イキウメ「獣の柱」（2019年　演出：前川知大）
- 「オイディプス」（2019年　演出：マシュー・ダンスター）
- 「THE NETHER」（2019年　演出：瀬戸山美咲）
- 劇団イキウメ「終わりのない」（2019年　演出：前川知大）
- PARCO PRODUCE 2020 「FORTUNE」（2020年　演出：ショーン・ホームズ）
- 「十二人の怒れる男」（2020年　演出：リンゼイ・ポズナー）
- 「迷子の時間-語る室-」（2020年　演出：前川知大）
- 「忠臣蔵 討入・る祭」（2020年　演出：板垣恭一）
- 「イキウメの金輪町コレクション」（2021年　演出：前川知大）
- 「ロミオとジュリエット」（2021年　演出：森新太郎）
- 「月とシネマ」（2021年　演出：G2）
- 劇団イキウメ「外の道」（2021年　演出：前川知大）
- 「染、色」（2021年　演出：瀬戸山美咲）
- 「君子無朋（くんしにともなし）」（2021年　演出：東憲司）
- 「ウェンディ＆ピーターパン」（2021年　演出：ジョナサン・マンビィ）
- 「いとしの儚」（2021年　演出：石丸さち子）
- 朗読劇「天切り松　闇語り〜闇の花道〜」（2022年　演出：長部聡介）
- 「シラノ・ド・ベルジュラック」（2022年）
- 「こどもの一生」（2022年　上演台本・演出：G2）
- 「セールスマンの死」（2022年　演出：ショーン・ホームズ）
- 「みんな我が子-All My Sons-」（2022年　演出：リンゼイ・ポズナー）
- 劇団イキウメ「関数ドミノ」（2022年　演出：前川知大）
- 「８人の女たち」（2022年　演出：板垣恭一）
- 「アユタヤの堕天使」（2022年　作・演出：G2＆3軒茶屋婦人会）
- 「天の敵」（2022年　演出：前川知大）
- 「明治座でどうな・る家康」（2022年　演出：板垣恭一）
- 「人魂を届けに」（2023　演出：前川知大）
- 音楽劇「ブンとフン」（2023　演出：G2）
- 音楽劇「精霊の守り人」（2023　演出：一色隆司）
- 「桜の園」（2023　演出：ショーン・ホームズ）
- 「月とシネマ2023」（2023　作・演出：G2）
- 無駄な抵抗」（2023　作・演出：前川知大）
- 「Sea Horse」劇場版「Lost」（2024　創作・演出・振付・制作：広崎うらん）
- 「リア王」（2024　演出：ショーン・ホームズ）
- 「銀行強盗にあって妻が縮んでしまった事件」（2024　脚本・演出：G2）

### ミュージカル
- 「ROCK MUSICAL BLEACH」 (2011年　演出：きだつよし）-音楽監督・作曲
- 「DRACULA THE MUSICAL」 オーストリア・グラーツ版（2011年　演出：吉川徹）-編曲・Key
- 「TRIANGLE VOL.2 探し屋ジョニーヤマダ」(2011年　演出：宮田慶子）-音楽監督・編曲・Key
- 「ドリームハイ」（2012年　演出・振付：増田哲治（TETSUHARU））-音楽監督・作曲
- 「新生 ROCK MUSICAL BLEACH REprise」(2012年　演出：きだつよし演）-音楽監督・作曲
- 「もうひとつの宝物〜安房の国の物語〜」（2013年　演出：亘理裕子）-音楽監督・作曲
- 「DRACULA THE MUSICAL」 オーストリア・グラーツ版（2013年　演出：吉川徹）-編曲・Key
- 「フル・モンティ」（2014年　演出：福田雄一）-編曲・Key
- 「虹のプレリュード」（2014年　演出：上島雪夫）-音楽監督・作曲
- 「モンティ・パイソンのSPAMALOT」（2015年　演出：福田雄一）-編曲・Key
- 「グッバイ・ガール」（2015年　演出：マキノノゾミ）-音楽監督・編曲・Key
- 「リボンの騎士」（2015年　演出：上島雪夫）-音楽監督・作曲
- 「さよならソルシエ」（2016年　演出：西田大輔）-音楽監督・作曲
- 「キム・ジョンウク探し〜あなたの初恋探します〜」（2016年　演出：菅野こうめい[7]）-音楽監督・編曲・Key
- 「さよならソルシエ」（2017年　演出：西田大輔）-音楽監督・作曲
- 「Finding Mr.DESTINY」（2017年　演出：菅野こうめい）-音楽監督・編曲・Key
- 「ヤングフランケンシュタイン」（2017年　演出：福田雄一）-編曲
- 「あなたの初恋探します」（2018年　演出：菅野こうめい）-音楽監督・編曲・Key
- 「シティ・オブ・エンジェルズ」 （2018年　演出：福田雄一）-編曲
- 「ペテン師と詐欺師」（2019年　演出：福田雄一）-編曲
- 「モンティ・パイソンのSPAMALOT」（2021年　演出：福田雄一）-編曲・Key
- 「マギ-迷宮組曲-」（2022年　演出：吉谷晃太朗）-音楽監督・作曲
- 「キャッチ・ミー・イフ・ユー・キャン」（2022年　演出：上田一豪）-編曲
- 「世界でいちばん美しい」（2022年　脚本・作詞・演出：菅野こうめい）-音楽監督・作曲・Key
- 「SPYxFAMILY」（2023年　脚本・作詞・演出：G2）-音楽監督・作曲・編曲
- 「マギ-バルバット狂騒曲-」（2023年　演出：吉谷晃太朗）-音楽監督・作曲
- 「モンパルナスの奇跡」（2024年　脚本・作詞・演出：G2）-音楽監督・作曲・編曲

### コンサート
- 札幌交響楽団コンサート （2005年）-オーケストレーション
- PRESS START 2008-SYMPHONY OF GAMES-（2008年　主催：カンパニーAZA）-オーケストレーション
- PRESS START 2009-SYMPHONY OF GAMES-（2009年　主催：カンパニーAZA）-オーケストレーション/ピアノ演奏
- PRESS START 2010-SYMPHONY OF GAMES-（2010年　主催：カンパニーAZA）-オーケストレーション
- PRESS START 2011-SYMPHONY OF GAMES-（2011年　主催：カンパニーAZA）-オーケストレーション
- モンスターハンター　オーケストラコンサート〜狩猟音楽祭2011〜（2011年）-オーケストレーション
- モンスターハンター　オーケストラコンサート〜狩猟音楽祭2012〜（2012年）-オーケストレーション
- PRESS START 2012-SYMPHONY OF GAMES-（2012年　主催：カンパニーAZA）-オーケストレーション
- 三大ミュージカルプリンスコンサート「StartS」 （2013年　演出：小林香）-音楽監督・編曲・Key
- 円谷プロ創立50周年記念ウルトラマンシンフォニーコンサート　（2013年）-オーケストレーション
- StarS ありがとう公演　みんなで行こう武道館（2013年　演出：小林　香）-音楽監督・編曲・Key
- オリンピックコンサート2014（2014年）-オーケストレーション
- 「井上芳雄　シングス・ディズニー 〜ワン・ナイト・ドリーム！」（2015年　演出：小林　香）-音楽監督・編曲・Key
- 「井上芳雄　シングス・ディズニー 〜ドリーム・ゴーズ・オン！」（ 2016年　演出：小林　香）-音楽監督・編曲・Key
- 「浦井健治　15th Anniversary Concert 〜Wonderland〜」（2016年　演出：荻田浩一）-音楽監督・編曲・Key
- That's MUSICAL! プレミアムコンサート IN 富山（2017年）-オーケストレーション
- マクロス35周年ｘ羽田健太郎 10th Memorial超時空管弦楽（2017年　制作：カンパニーAZA）-オーケストレーション
- 「坂本昌行　ONE MAN STANDING 2019 The Greatest Symphony」（2019年　演出：菅野こうめい）-編曲
- 「浦井健治のDressing Room Live」（2019年　演出：荻田浩一）-音楽監督・編曲・Key
- 「浦井健治 20th Anniversary Live」（2021年　演出：萩田浩一）-音楽監督・編曲・Key

### CD/音楽配信
- White_Classical_Band[8]　1stマキシシングル「好きな人ができました」（2007年）-作詞・作曲・ピアノ・プロデュース
- White_Classical_Band　2ndマキシシングル「もういいかい」（2008年）-作詞・作曲・ピアノ・プロデュース
- Fayray アルバム「寝ても醒めても」（2009年）-ストリングスアレンジ
- HIDE-HIDE アルバム「Nostalgia」（2009年）-編曲
- 橋本ひろし シングル「愛娘」（2011年）-編曲
- HIDE-HIDEアルバム「音呼知新」（2011年）-編曲・ピアノ
- 多和田えみ「人魚」（2012年）-編曲
- 「LISTEN TO MY HEART」　サイボーグ009：島村ジョー（CV:宮野真守）（2012年）-編曲
- 井上芳雄「ミーツ・ディズニー〜プラウド・オブ・ユア・ボーイ」（2015年）-編曲
- 浦井健治「Wonderland」（2016年）-編曲
- HIDExHIDE「和楽器xゲーマーxCAPMOM」（2016年）-編曲
- オークラウロ（OKRAULO）「BOLEuRO」（2018年）-作編曲
- パティオ デル カント〜ダルシネアの秘密の花園〜（2020年）-作編曲
- 獣たち/beast（舞台「イキウメ、カタルシツ」オリジナル・サウンドトラック）（2020年 音楽配信）-作編曲
- 浦井健治 2nd ALBUM「Piece」（2021年）-編曲·
- 志摩スペイン村「エスパーニャカーニバル ”ブエンビアヘ”」（2024) -作編曲

### TV
- アニメーション『吟遊黙示録マイネリーベ』キャラクターソング 「ナ・ミ・ダ」（2005年）-作詞・作曲・ピアノ
- NHK教育「天才てれびくんMAX」　MTK「愛のトライアングル」（2009年）-作曲
- アニメーション「生徒会の一存」（2009年）
- NHK教育「花鳥風月堂」（2011年）-出演
- 土曜ワイド劇場「ホゴカン　保護司・村上晃司」（2013年　監督： 山下智彦）
- NHK特集ドラマ「途中下車」（2014年　演出：笠浦友愛）
- TOUCH!WOWOW2015 ザッツ・エンターテインメント・ショー!!（2015年）-音楽監督・編曲・key

### テーマパーク
- 志摩スペイン村「フェリスクルーズ」（2013年）
- 志摩スペイン村「トマティーナ」（2013年）
- 志摩スペイン村「Circo De Tierra」（2016年）
- ユニバーサル・スタジオ・ジャパン（2016年）
- 志摩スペイン村「 Patio del Canto 　ダルシネアの秘密の花園」（2020年）
- 志摩スペイン村「エスパーニャカーニバル ”ブエンビアヘ”」（2024)